# Cyklón Fani
Cyklón Fani je tropická cyklóna, která v květnu 2019 zasáhla pobřeží indického spolkového státu Urísa. Jedná se o druhou bouři cyklónové sezóny 2019 v severním Indickém oceánu. V přípravách na bouři bylo z pobřežních oblastí evakuováno téměř 800 000 lidí.

## Meteorologická historie
Indická meteorologická agentura (Indian Meteorological Departement, IMD) 26. dubna 2019 zaznamenala u pobřeží ostrova Sumatra vytvoření tropické deprese, které přidělila označení BOB 02. Později ve stejný den vydalo Joint Typhoon Warning Center (JTWC) varování před formující se tropickou bouří. Systém pomalu postupoval na sever a sílil. O půlnoci na 27. duben IMD překlasifikovala systém na hlubokou depresi. Ve stejnou dobu JTWC začal vydávat pravidelná varování, když systému přidělil označení 01B. O šest hodin později IMD překlasifikovala systém na cyklonální bouři a přidělila mu jméno Fani.
Systém pokračoval v intenzifikaci až do 18:00, pak nastalo zhruba den trvající období stagnace, během kterého konvektivní oblačnost ve středu systému střídavě houstla a řídla. 29. dubna okolo 12:00 se v systému opět obnovil proces intenzifikace a IMD jej překlasifikovala na silnou cyklonální bouři. V této době se systém nacházel v oblasti s velmi příznivými podmínkami (teplota povrchu moře 30-31 °C, slabý střih větru), které umožnily prudkou intenzifikaci. JTWC překlasifikovalo systém na ekvivalent hurikánu kategorie 1 v pozdních hodinách 29. dubna. Kolem půlnoci na 30. dubna IMD překlasifikovala Fani na velmi silnou cyklonální bouři. Uspořádání systému nabývalo jasnějších obrysů, s těsně staženými spirálovitými děšťovými pásy kolem oka. Kolem 12:00 proto IMD systém překlasifikovala na extrémně silnou cyklonální bouři, JTWC systém překlasifikovalo na ekvivalent hurikánu kategorie 3 o několik hodin později. V následujících dnech vývoj pokračoval pomalejším tempem, satelitní snímky ukazovaly pouze malé změny. 2. května se ovšem centrální oblačnost stala více symetrickou a oko výraznější. JTWC překlasifikoval Fani na ekvivalent hurikánu kategorie 4 v 6:00. Krátce nato došlo k další periodě prudké intenzifikace, která vyvrcholila větry o síle 250 km/h (1-min průměr, v nárazech až 296 km/h), jen těsně pod hranicí, která by znamenala překlasifikování Fani na ekvivalent hurikánu nejvyšší kategorie 5.
Kolem 9:30 místního času ráno 3. května vstoupil Fani nad pevninu u města Purí v indickém svazovém státě Urísa. Větry v té době dosahovaly síly 185 km/h. Podmínky nad pevninou rychle narušily strukturu cyklony, která brzy zeslábla na kategorii 1. Její postup dále směřuje přes Západní Bengálsko na Bangladéš.

## Přípravy a dopady
V přípravě na bouři Indie vyslala plavidla námořnictva k Višákhapatnamu a k pobřeží Urísy. IMD vydávala opakovaná varování pro jihovýchodní a východní pobřeží Indie od chvíle, kdy systém začal sílit. Když se systém začal blížit k východnímu pobřeží Indie, byla nařízena povinná evakuace, která se týkala zhruba 780 000 lidí žijících na pobřeží. Oblast, kterou cyklon zasáhl, se před jeho příchodem potýkala se silnými horky.
V Bangladéši byla otevřena nouzová útočiště v 19 pobřežních distriktech.